# Manifestations anti-guerre de 2022 en Russie

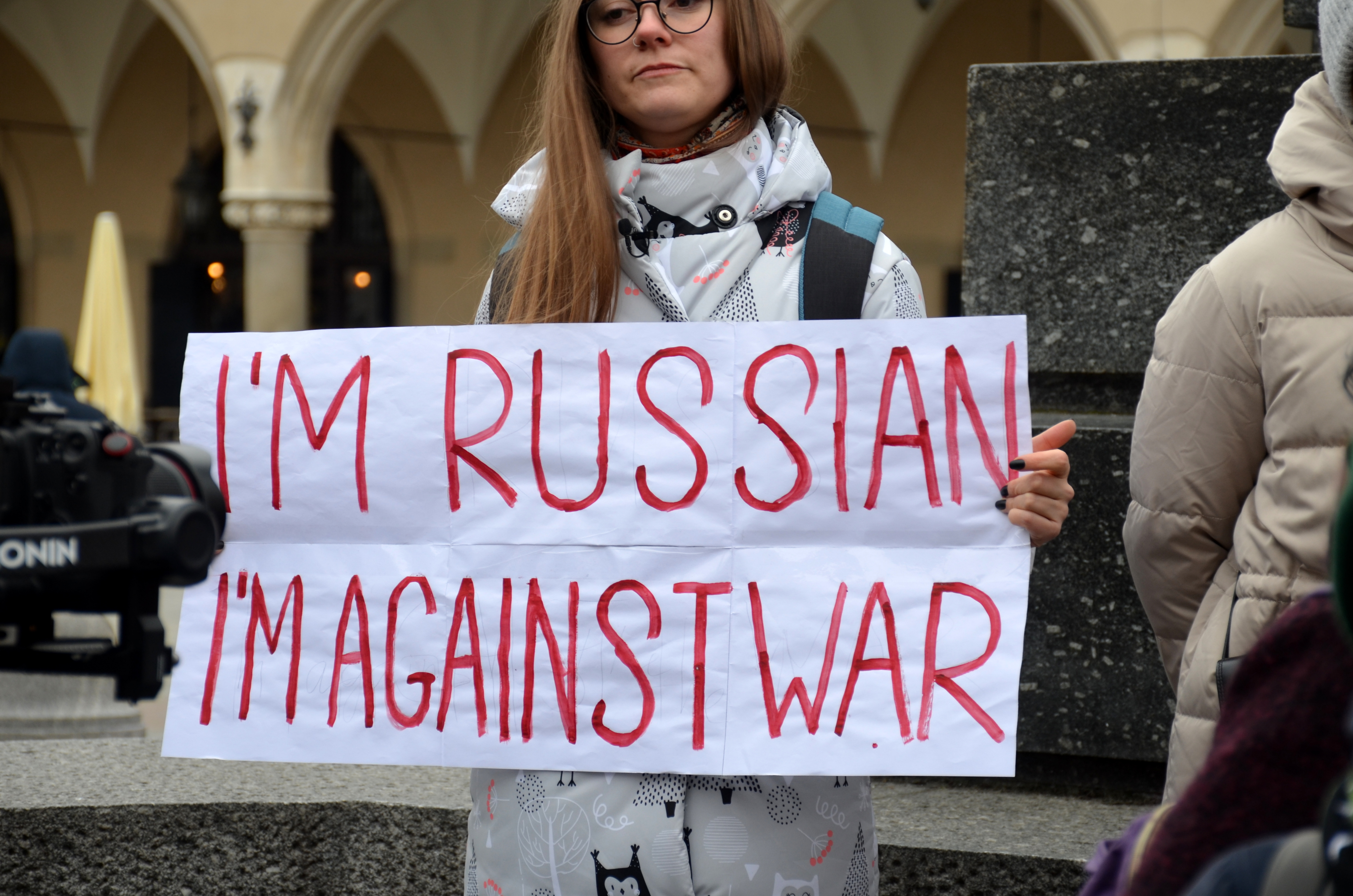
Manifestante russe tenant une pancarte Je suis Russe, je m'oppose à la guerre, le 6 mars 2022.

Des manifestations anti-guerre en Russie se développent à la suite de l’invasion russe de l’Ukraine à partir du 24 février 2022.

## Historique

### Manifestations
Le 24 février au soir, des manifestations contre la guerre, en Ukraine, ont lieu dans cinquante-trois villes russes. Plusieurs milliers de personnes se réunissent place Pouchkine à Moscou, et un millier à Saint-Pétersbourg. La police russe arrête au moins 1 700 d'entre eux, au motif que ces manifestations sont illégales. Le 26 février 2022, 3 000 manifestants russes sont arrêtés.
Le 3 mars, des manifestations en opposition à l'offensive russe continuent d'avoir lieu dans les grandes villes russes malgré les nombreuses arrestations (environ 6 400 détenus). Plusieurs figures publiques russes condamnent l'offensive militaire. De nombreux civils s'étant exprimés ouvertement en ce sens ou ayant participé à des manifestations sont détenus par la police et reçoivent des amendes. Les manifestations s'organisent à l'aide de messageries instantanées chiffrées et non censurées sur Internet, telles que Telegram ou Signal.
En septembre 2022, de nombreuses protestations de masse contre la mobilisation militaire ont lieu. Le nombre de personnes arrêtées lors des manifestations contre cette mobilisation partielle est, à la date du 22 septembre, d'au moins 1 300 Russes, selon l'ONG OVD-Info. Cette même ONG rapporte l'arrestation de plus de 710 Russes dans la journée du 24 septembre et ce dans 32 villes. Le 25 septembre à Makhatchkala, capitale du Daghestan, selon différents médias locaux, des policiers ont tiré des coups de feu pour contrôler les manifestants. D'autres localités, sont concernées par ces manifestations y compris dans les villages où les habitants essayent de bloquer des axes de circulation. Les femmes y sont particulièrement actives : « Nos enfants ne sont pas de l’engrais » ou « non à la guerre »,
.

### Personnalités
Le 2 mars 2022, Yelena Osipova, artiste peintre et militante âgée de 76 ans, est arrêtée à Saint-Pétersbourg alors qu'elle manifeste seule, avec deux pancartes dessinées. Les images de son arrestation sont partagées sur les réseaux sociaux.
Le 14 mars 2022, Marina Ovsiannikova montre lors du journal télévisé du soir Vremia sur Pervi Kanal, une pancarte « No War, ne croyez pas à la propagande, on vous ment ici. Russians against war » pour manifester son opposition à la guerre en Ukraine.

Le 16 mars 2022, la danseuse Olga Smirnova rejoint le Het Nationale Ballet à Amsterdam, qui annonce : « Smirnova a été très claire dans sa récente dénonciation de l’invasion russe de l’Ukraine, ce qui rend intenable son travail dans son pays natal ». Elle déclare :

« Les problèmes politiques dans une société civilisée moderne devraient être résolus exclusivement par des négociations pacifiques. Je n'aurais jamais pensé que j'aurais honte de la Russie, j'ai toujours été fière du talent du peuple russe, de nos réalisations culturelles et sportives. Mais maintenant, une ligne a été tracée avant et après. Et ça fait mal du fait que des gens meurent, tandis que d'autres sont privés d'un toit au-dessus de leur tête ou contraints de quitter leur maison. »

Le journaliste Dmitri Mouratov rédacteur en chef de Novaïa Gazeta, prix Nobel de la paix 2021, fait don de cette médaille et propose sa vente aux enchères en mars 2022, dont les profits seront versés aux réfugiés ukrainiens de la guerre russo-ukrainienne.
Le 23 mars 2022, Anatoli Tchoubaïs, ancien ministre des Finances et responsable de l'administration présidentielle sous la présidence de Boris Eltsine, démissionne de ses fonctions et quitte la Russie en raison de son opposition à l'invasion de l'Ukraine, selon plusieurs articles de presse.

## Mesures gouvernementales russes
En décembre 2022, Vladimir Poutine signe une loi interdisant les rassemblements dans les « bâtiments gouvernementaux, les universités, les écoles, les hôpitaux, les ports, les gares, les églises et les aéroports » probablement pour empêcher les proches des mobilisés et les opposants à la guerre de manifester.